# ماري دان
ماري دان (بالإنجليزية: Marie Prevost)‏ (و. 1896 – 1937 م) هي ممثلة، من كندا، ولدت في سارنيا، أونتاريو، توفيت في هوليوود، كاليفورنيا، عن عمر يناهز 39 عاماً.

## وصلات خارجية
- ماري دان على موقع IMDb (الإنجليزية)
- ماري دان على موقع ألو سيني (الفرنسية)
- ماري دان على موقع تيرنر كلاسيك موفيز (الإنجليزية)
- ماري دان على موقع أول موفي (الإنجليزية)
- ماري دان على موقع قاعدة بيانات الأفلام السويدية (السويدية)
- ماري دان على موقع قاعدة بيانات الفيلم (الإنجليزية)
- ماري دان على موقع كينوبويسك (الروسية)